# Jörg Cossardt

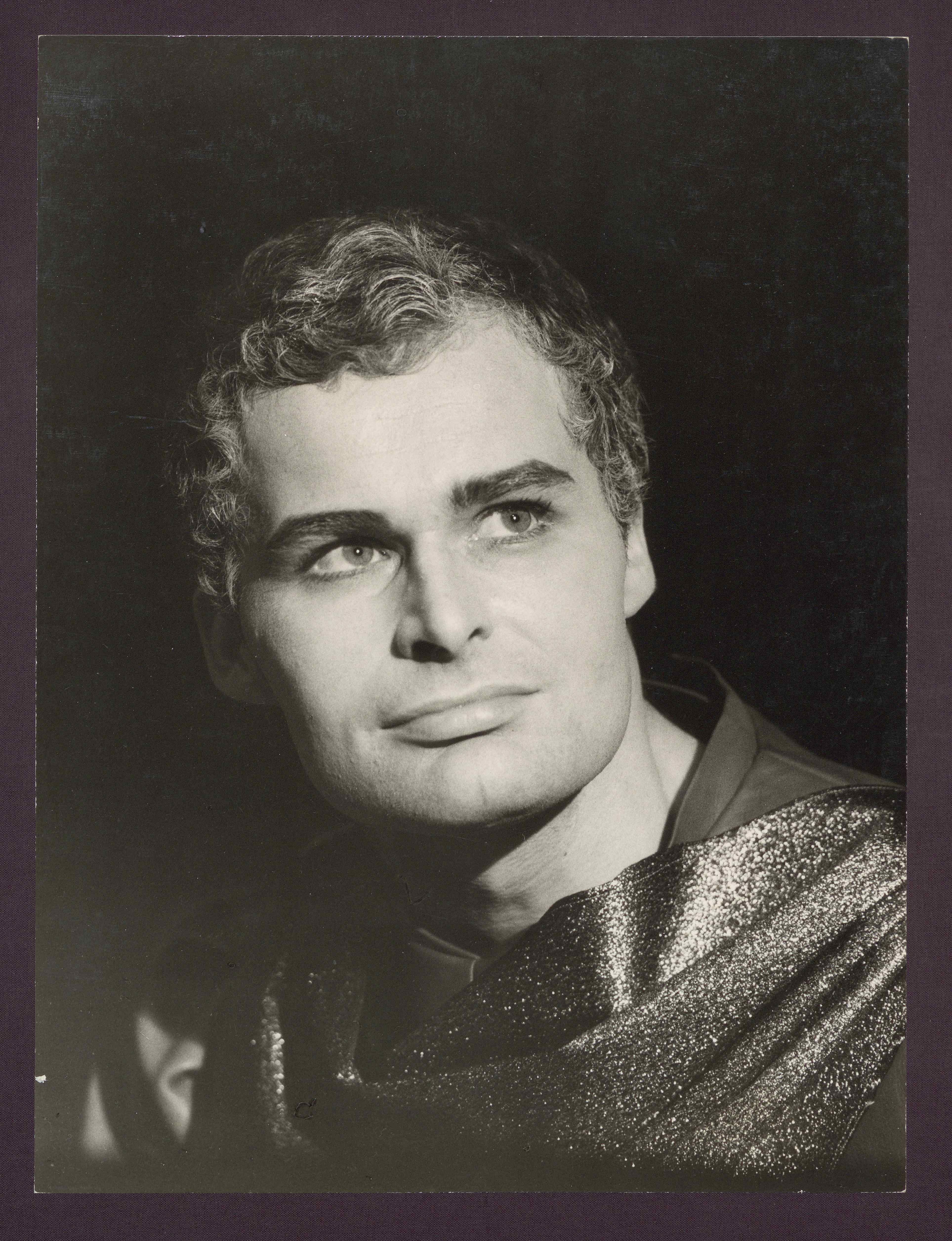
Jörg Cossardt in Die Verschwörung des Fiesco zu Genua am Badischen Staatstheater Karlsruhe (1965/66)

Jörg Cossardt, auch Hans-Jörg Cossardt, (* 17. Januar 1935 in Siegburg) ist ein deutscher Schauspieler und Synchronsprecher.

## Leben
Cossardt, geboren 1935 im nordrhein-westfälischen Siegburg, begann seine künstlerische Laufbahn Ende der 1950er Jahre als Theaterschauspieler in verschiedenen Aufführungen von Boleslaw Barlog, unter anderem am Hildesheimer Stadttheater in Bertolt Brechts Theaterstück Mutter Courage. So spielte er in den 1960er Jahren in zahlreichen Stücken, unter anderem auch am Badischen Staatstheater. Die Engagements von Cossardt reichen bis spät in die 1990er Jahre. Seit den 1970er Jahren führte er auch selbst am Theater Regie. Darüber hinaus arbeitete er in den 1980er Jahren auch als Dramaturg und Hörspielsprecher.
Im deutschen Fernsehen sah man ihn als Schauspieler nur in einigen wenigen Rollen, unter anderen in den beiden Fernsehfilmen Die Pariser Komödie von Boleslaw Barlog oder Gladiatoren unter der Regie von Herbert Ballmann.
Von 1961 bis 1965 war er zudem für verschiedene Filmproduktionen als Synchronsprecher tätig und lieh seine markante Stimme zahlreichen international bekannten Schauspielern, darunter Rory Calhoun in Der Koloss von Rhodos, James Garner in Sexy!, Thorley Walters in der Agatha-Christie-Verfilmung 16 Uhr 50 ab Paddington, Gordon Jackson in Meuterei auf der Bounty, Terence Hill in Der Leopard, Robert Culp in Sonntag in New York, Maurice Ronet in Der Reigen oder Vittorio Gassman in Spione unter sich.

## Filmografie (Auswahl)
- 1961: Die Pariser Komödie (Fernsehfilm)
- 1964: Don Gil von den grünen Hosen (Fernsehfilm)
- 1964: 1913 (Fernsehfilm)
- 1972: Gladiatoren (Fernsehfilm)
- 1973: Ein Fall für Männdli (Fernsehserie, 1 Episode)

## Hörspiele (Auswahl)
- 1959: Romain Rolland: Liebesgeschichten der Weltliteratur: Pierre und Luce (Pierre) – Bearbeitung: Richard Hey; Regie: Friedhelm Ortmann (Hörspielbearbeitung – WDR)

## Publikationen
- 1988: Der Hochsitz: ein Stück (Drama)